# Yann-Fañch Jacq
 (mai 2012).
Si vous disposez d'ouvrages ou d'articles de référence ou si vous connaissez des sites web de qualité traitant du thème abordé ici, merci de compléter l'article en donnant les références utiles à sa vérifiabilité et en les liant à la section « Notes et références ».
Yann-Fañch Jacq, nom de plume de Jean-François Jacq, né à Concarneau en 1954, est un auteur français bretonnant et un éditeur en langue bretonne.

## Biographie
Technicien et éducateur il a été amené à travailler pendant 7 ans à Kan ar Mor (Douarnenez), directeur de collège et dirigeant du centre de loisirs avec hébergement An Oaled à Tréglonou, pendant 9 ans.  cause d'une mutation de la voix Yann-Fanch Jacq s'est vu contraint d'arrêter le chant plus précisément le "kan ha diskan" sa passion. Il a pourtant été sur le podium de New- York médaillé champion de chant pour le concours de kan-ha diskan. Il était professeur de breton dans le réseau d'écoles Diwan, au Collège Diwan du Releg-Kerhuon et au Lycée Diwan à Carhaix avant de prendre sa retraite en 2019 
. 
Cette expérience des enfants et des adolescents lui a permis de créer et de  diriger la maison d'édition en langue bretonne Keit Vimp Bev ("Tant que nous serons vivants" en breton) dont la production est destinée à la jeunesse bretonnante (bandes dessinées et romans), environ 300 titres depuis sa création auquel il faut ajouter des revues comme Moutig et Rouzig, avec chacune 170 numéros parus à la date de 2016. Il est aussi rédacteur de l'unique hebdomadaire entièrement en langue bretonne Ya ! ("Oui !" en breton), qu'il lance en 2005. 
Enfin depuis les années 2000, il écrit lui-même des livres (histoires, romans, bandes dessinées (24 titres à ce jour de 2006 pour enfants ou adolescents).
L'institut culturel de Bretagne le distingue du collier de l'ordre de l'Hermine, qui lui est remis à Carhaix le samedi 17 septembre 2016.

## Œuvre

### Romans
- Goustadig war al lambig
- E kornig va c'halon
- An den labous !
- Brezel an dour

### Sources
- Dépliant et invitation à la cérémonie, présentant les récipiendaires[réf. incomplète]